# Міркурбанов Ігор Віталійович
Ігор Віталійович Міркурбанов (нар.. 2 жовтня 1964, Шимкент, Казахська РСР, СРСР) — радянський, російський і ізраїльський актор, режисер і телеведущий . Заслужений артист Російської Федерації (2020) . Лауреат премій «Золота маска», «Кришталева Турандот», Олега Янковського, двічі лауреат премії Олега Табакова, премії «Московського Комсомольця».

## Біографія
Народився 2 жовтня 1964 року.
Навчався в кількох технічних ЗВО. У 1985 році закінчив диригентський факультет Новосибірської державної консерваторії, кафедру диригування — за фахом «диригент симфонічного оркестру». Потім вступив на режисерський факультет ГІТІСу і в 1990 році закінчив його за спеціальністю «акторське мистецтво» (майстерня Андрія Гончарова і Марка Захарова). До 1992 року — актор Театру імені Маяковського. З 1992 по 2002 рр. — актор Театру «Гешер» (Ізраїль). Був режисером і ведучим програм «Подвійний удар» і «Тормозов.net» на ізраїльському TV. Викладав в театральній школі Бейт-Цві. Учасник і лауреат престижних Міжнародних театральних фестивалів (Відень, Авіньйон, Едінбург, Париж, Базель, Рим, Мельбурн, Токіо, Нью-Йорк). Співпрацював з театром Хаусманна (Бохум, Німеччина), Судзукі (Тога, Сідзуока, Японія), Театром на Таганці (Москва). З 2013 — актор МХТ ім. Чехова. З 2017 — в трупі московського театру Ленком. Бере участь в спектаклях МХТ ім. Чехова, Театру Олега Табакова, Театру на Таганці, Майстерні Брусникина, Театру на Малій Бронній. У 2021 році брав участь в проєкті телеканалу « Росія-1» «Танці з зірками».
Одружений з акторкою Марією Антіпп, батько двох синів — Андрія (народився в 2004) і Федора (народився в 2017).

## Визнання і нагороди

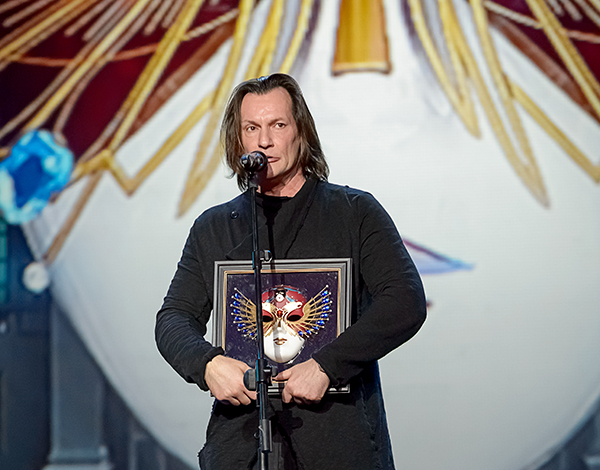
Премія «Золота маска» 2015 року

- 2013 — Лауреат премії Олега Табакова — «За вміння об'єднуватися навколо ідеї і безстрашно йти до кінця» (в складі команди вистави Костянтина Богомолова «Ідеальний чоловік. Комедія» в МХТ ім. Чехова)
- 2015 — Лауреат театральної премії «Золота Маска» в номінації «Драма / чоловіча роль» за роботу у виставі Костянтина Богомолова «Карамазови» в МХТ ім. Чехова (Федір Карамазов).
- 2015 — Лауреат театральної премії «Кришталева Турандот» в номінації «Найкраща чоловіча роль» за роботу у виставі Марка Захарова «Вальпургієва ніч» у Московському театрі Ленком (Венічка Єрофєєв).
- 2015 — Лауреат премії «Московського комсомольця» в номінації «Найкраща чоловіча роль» за роль у виставі Марка Захарова «Вальпургієва ніч» в Московському театрі Ленком (Веничка Єрофєєв).
- 2016 — Лауреат премії Олега Табакова — «За творчі досягнення в спектаклях МХТ ім. Чехова».
- 2016 — Лауреат премії Олега Янковського «Творче Відкриття» за ролі в спектаклях «Вальпургієва ніч» і «Борис Годунов» театру «Ленком».
- 2020 року — Заслужений артист Росії[1]

## Вистави

### Актор

#### Театр імені Маяковського
- 1990 — Розенкранц і Гільдестерн мертві (Т. Стоппард) / Актор (реж. Євген Ар'є)
- 1991 — Театр часів Нерона і Сенеки (Е. Радзинський) / Нерон (реж. Андрій Гончаров)

#### Театр «Гешер», Ізраїль
- 1992 — Розенкранц і Гільдестерн мертві (Т. Стоппард) / Актор (реж. Євген Ар'є)
- 1992 — Ідіот (Ф. Достоєвський) / Рогожин (реж. Євген Ар'є)
- 1992 — Кабала святош, або Життя пана де Мольєра (М. Булгаков) / Маркіз де Орсіні (реж. Євген Ар'є)
- 1993 — Адам сучий син (Й. Канюк) / Адам Штайн (реж. Євген Ар'є)
- 1994 — На дні (М. Горький) / Васька Попіл (реж. Євген Ар'є)
- 1995 — Тартюф (Ж. Б. Мольєр) / Тартюф (реж. Євген Ар'є)
- 1996 — Місто. Одеські розповіді (І. Бабель) / Беня Крик (реж. Євген Ар'є)
- 1997 — Три сестри (А. Чехов) / Вершинін (реж. Євген Ар'є)
- 1999 — Підступність і любов (Ф. Шиллер) / Вурм (реж. Леандер Хаусманн)
- 2000 — Диявол в Москві (М. Булгаков) / Майстер (реж. Євген Ар'є)
- 2000 — Москва — Петушки (В. Єрофєєв) / Веничка (реж. Ігор Міркурбанов)
- 2001 — Мадемуазель Жюлі (А. Стрінберг) / Жан (реж. Йосі Ізраель)
- 2001 — Сон в літню ніч (В. Шекспір) / Оберон (реж. Євген Ар'є)
- 2002 — Тригрошова опера (Б. Брехт) / Меккі-ніж (реж. Адольф Шапіро)

#### Театр на Таганці
- 2007 — Горе від розуму (О. Грибоєдов) / Чацький (реж. Юрій Любимов)
- 2007 — Електра (Софокл) / Орест (театр Сузукі — театр на Таганці, реж. Тадасі Судзукі)
- 2019 — телур (за романом В. Сорокіна), реж. Костянтин Богомолов

#### Московський Художній театр імені А.П.Чехова
- 2013 — Ідеальний чоловік. Комедія (Твір Костянтина Богомолова за творами Оскара Уайльда) / Лорд, зірка шансону (реж. Костянтин Богомолов)
- 2013 — Карамазови (Фантазії режисера К. Богомолова на тему роману Ф. Достоєвського) / Федір Павлович Карамазов. Чорт (реж. Костянтин Богомолов)
- 2015 — Мушкетери. Сага. Частина перша (Романтичний треш-епос за мотивами роману Олександра Дюма) / Атос (реж. Костянтин Богомолов)
- 2019 — Три сестри (А. Чехов), введення на роль Чебутикіна (реж. Костянтин Богомолов)

#### Московський театр Олега Табакова
- 2014 — Чайка. Нова версія (А. Чехов) / Тригорін (реж. Костянтин Богомолов)

#### Московський державний театр Ленком
- 2014 — Борис Годунов (за Олександром Пушкіним) / Григорій Отреп'єв (реж. Костянтин Богомолов)
- 2015 — Вальпургієва ніч (за мотивами творів Венедикта Єрофєєва) / Веничка Єрофєєв (реж. Марк Захаров)
- 2017 - Сни пана де Мольєра (за п'єсою М. Булгакова «Кабала святош») / Мольєр (реж. Павло Сафонов)
- 2018 — Фальстаф і Принц Уельський (за мотивами «Хронік» Шекспіра) / Король Генріх IV (реж. Марк Захаров)

#### Майстерня Бруснікіна
- 2018 — Ай Фак (за романом В. Пєлєвіна «iPhuck 10») / Порфирій Петрович (реж. Костянтин Богомолов); 20 показів в Mercury Tower, Москва-Сіті.

Московський Театр на Малій Бронній
2020 року — Бульба. Бенкет / Готліб фон Клігенфорс (реж. Олександр Молочников)
2020 року — Біси Достоєвського / Верховинський, Лебядкін, Письменник (реж. Костянтин Богомолов)

### Режисер
- Москва-Петушки (Венедикт Єрофєєв)
- Вишневий сад (Антон Чехов)
- Пульсу де-Нура (Сефер Єцира)

- Всі мої сини (Артур Міллер)
- Коріолан (Вільям Шекспір)
- Ніс (Микола Гоголь)

## Сольний концерт
- У грудні 2015 року на сцені театру ім. Євгена Вахтангова в рамках проєкту «Кришталеві вершини» премії «Кришталева Турандот» відбувся сольний концерт Ігоря Міркурбанова «Невгамовний. Концерт для голосу і серця».
- У березні 2016 року в Музичному театрі «Русская песня» пройшов перший сольний концерт Ігоря Міркурбанова з оркестром «Red Square Band», в якому були виконані російські та зарубіжні композиції. Музичний напрям і стиль концерту самі артисти визначають як «епічний рок».
- 23 квітня 2017 року Міркурбанов і Red Square Band виступили з концертною програмою «Блудний син» в Московському Театрі Естради.
- 17 листопада 2017 року супроводі Red Square Band виступив з концертом в Омську
- 21 листопада 2017 і 26 лютого 2018 з тими ж музикантами зіграв дві концертні програми на сцені Московського театру Ленком

## Фільмографія
- 2020 — Грозний — Афанасій Вяземський
- 2020 — Хороша людина — Макаров, музикант
- 2020 — Вовк — Нахімов Ейтінгер
- 2020 — Вир — Матас Вілкас
- 2020 — Утриманки-2 — режисер
- 2018 — Телефонуйте ДіКапріо! — Сергій Семенович, кримінальний бізнесмен
- 2018 — Сплячі-2 — Павло Рєзнік
- 2018 — Теорія ймовірності (Гравець) — Олександр Михайлович Глєбов («Пастир»), господар казино
- 2016 — Будинок порцеляни
- 2016 — Ікарія
- 2016 — Мара — Вадим Вікторович Носков, старший слідчий Слідчого комітету РФ
- 2016 — Відображення веселки — Борис Пронін, психотерапевт
- 2016 — Дама Пік — Олег, інвестор опери і власник казино
- 2015 — Каппадокія
- 2014 — Таємниця кумира
- 2013 — Фатальний спадок — Олександр Павлович Панов (Пан)
- 2013 — Обмани, якщо любиш — Павло Петрович
- 2013 — Братани 4
- 2012 — Любов зі зброєю
- 2012 — Сила серця — Андрій Борисович
- 2012 — Дикий 3
- 2011 — Наречений
- 2011 — Тут хтось є: Спокута
- 2011 — Спліт — Манфред
- 2011 — Лектор — співробітник Моссаду
- 2011 — Знахар 2: Полювання без правил — Батир
- 2011 — Generation П — Діма Пугин
- 2010 — Тут хтось є — Олександр Дивов / Вадим Семягін
- 2010 — Мисливці за караванами
- 2009 — Промзона
- 2008 — Монтана — Віктор
- 2007 — Знак долі — Павло Костянтинович Казанцев
- 2007 — Антидур — наркобарон Резо Кутаїський
- 2006 — Молоді і злі — Антон Греков
- 2006 — Три крапки — Вадим Петрович
- 2006 — Вдих-видих — Михайло
- 2002 — Кедема
- 2001 — Діти з пагорба Наполеон
- 2001 — Зроблено в Ізраїлі — Віталій
- 2001 — Священна земля — Володимир
- 1992 — Іди і не озирайся
- 1991 — Полтергейст-90
- 1991 — Кров за кров — Нарик Міносян
- 1991 — За останньою межею — рекетир Толян